# Теперь времени достаточно
«Теперь времени достаточно» (англ. Time Enough at Last) — восьмой эпизод первого сезона американского телесериала-антологии «Сумеречная зона». Был впервые показан в эфире телеканала CBS 20 ноября 1959 года. Режиссёром эпизода выступил Джон Брам, сценарий написан создателем сериала Родом Серлингом на основе одноимённого рассказа Линн Венейбл. Впервые рассказ был опубликован в январском номере за 1953 год научно-фантастического журнала If, почти за семь лет до выхода эпизода на телеэкраны.
«Теперь времени достаточно» является одним из самых известных эпизодов оригинальной «Сумеречной зоны». Канал CBS поставил данный эпизод на 8 место в своём списке «Топ 10 эпизодов „Сумеречной зоны“». Создатель «Сумеречной зоны» Род Серлинг называл данный эпизод своим любимым. Журнал Time назвал сериал «одним из самых легендарных телешоу всех времён» и поставил данный эпизод на первое место в своём списке лучших эпизодов сериала.

## Сюжет

### Вступительное слово
Перед вами мистер Генри Бемис, почётный член братства мечтателей. Маленький человек не от мира сего, чья страсть это печатная страница, а бремя, президент банка и жена, и мир, полный кудахчущих языков и неумолимых стрелок часов. Но очень скоро мистер Бемис окажется в мире без президентов банков, жён, часов и всего остального. В его распоряжении будет целый мир — без единого человека.
Оригинальный текст (англ.)Witness Mr Henry Bemis, a charter member in the fraterity of dreamers. A bookish little man whose passion is the printed page but who is conspired against by a bank president and a wife and a world full of tongue — cluckers and the unrelenting hands ofa clock . But in just a moment Mr Bemis will enter a world without bank presidents or wives or clocks or anything else. He'll have a world all to himself-without anyone.
— 

### Основная история
Книжный червь Генри Бемис работает кассиром в банке и одновременно обслуживает клиента и читает роман Чарльза Диккенса «Дэвид Копперфильд». Он настолько сильно увлечён романом, что даже начинает рассказывать клиенту о сюжете и персонажах книги, Бемис даже не замечает, как клиент становится раздражительным от разговоров кассира, к тому же он допускает ошибку и недодаёт клиенту одну банкноту. Сердитый начальник Бемиса, а позже и его жена ругают Генри из-за того, что он слишком много времени тратит на книги. В качестве жестокой шутки жена Генри просит его почитать ей стихи из одной из его книг; он охотно соглашается, но тут же обнаруживает, что она закрасила чернилами все страницы его книги. Через несколько секунд к большому разочарованию Генри, она уничтожает книгу, вырывая из неё страницы.
На следующий день во время перерыва на обед Бемис по своему обыкновению спускается в банковское хранилище, для того чтобы почитать, потому что только в этом месте ему никто не помешает. В газете он видит заголовок гласящий: «Водородная бомба способна вызвать тотальное уничтожение», через несколько мгновений сильный взрыв снаружи сотрясает банковское хранилище и Генри Бемис теряет сознание. Придя в сознание, Бемис в первую очередь надевает свои толстые очки, без которых он ничего не видит, выходит из хранилища и обнаруживает, что банк разрушен, а все в нём мертвы. Выйдя из банка, он видит, что весь город разрушен, и понимает, что, хотя ядерная война опустошила Землю, его пребывание в хранилище спасло ему жизнь.
Оказавшись в одиночестве в разрушенном мире с запасами консервов на всю оставшуюся жизнь и без возможности отправиться на поиски других выживших, Бемис впадает в отчаяние. Готовясь покончить с собой из найденного револьвера, Бемис видит вдалеке развалины публичной библиотеки. Исследуя её, он обнаруживает, что книги всё ещё целы; все книги, которые раньше он только надеялся прочитать, теперь принадлежат только ему, и у него есть на это безграничное количество времени.
Отчаяние исчезло, и Бемис удовлетворённо сортирует книги, которые ждут своего прочтения в ближайшие годы, теперь у Бемиса нет никаких обязательств, которые могли бы ему помешать. Как только он наклоняется, чтобы поднять первую книгу, он спотыкается, и его очки падают и разбиваются. В шоке он поднимает разбитые остатки очков, без которых он практически слеп, и разражается слезами, окружённый книгами, которые он теперь никогда не сможет прочитать.

### Заключительное слово
Лучшие планы мышей и людей часто уходят с верной дороги, мистер Бемис, маленький человек в очках, которому ничего не было нужно кроме времени, не исключение. Генри Бемис теперь всего лишь часть разрушенного ландшафта, обломок, фрагмент того, что человек сделал с самим собой. Мистер Генри Бемис... в Сумеречной зоне.
Оригинальный текст (англ.)The best-laid plans of mice and men-and Henry Bemis, the small man in the glasses who wanted nothing but time. Henry Bemis, now just a part of a smashed landscape, just a piece of the rubble, just a fragment of what man has deeded to himself Mr. Henry Bemis... in the Twilight Zone.
— 

## Над эпизодом работали
| \| Актёр \| Роль \| \| ------------------- \| --------------------------------- \| \| Бёрджесс Мередит \| Генри Бемис \| \| Жаклин ДеВит[англ.] \| Хелен Бемис \| \| Вон Тейлор[англ.] \| Мистер Карсвилл \| \| Лела Блисс[англ.] \| Миссис Честер \| \| Роберт Хайнс \| клиент банка (в титрах не указан) \| \| Род Серлинг \| рассказчик \| | - автор сценария — Род Серлинг, оригинальный рассказ Линн Венабл - режиссёр — Джон Брам - оператор — Джордж Клеменс - монтаж — Билл Мошер - директор по кастингу — Милли Гуссе - художественный директор — Уильям Феррари, Джордж У. Дэвис - художник-декоратор — Руди Батлер, Генри Грейс - художник-фоновщик и художник титров — Сэм Клейбергер - директор анимации начальных титров — Руди Ларрива - художник эффектов в титрах — Джо Мессерли - руководитель производства — Ральф В. Нельсон - помощник режиссёра — Эдвард О. Дено - звуковой отдел — Франклин Милтон, Жан Дж. Валентино - редактор звуковых эффектов — Ван Аллен Джеймс - музыкальная тема сериала — Бернард Херрман - композитор — Лейт Стивенс - дизайн титров — Герберт Клинн - производство: Cayuga Productions, CBS Television Network |
| Актёр | Роль |
| Бёрджесс Мередит | Генри Бемис |
| Жаклин ДеВит | Хелен Бемис |
| Вон Тейлор | Мистер Карсвилл |
| Лела Блисс | Миссис Честер |
| Роберт Хайнс | клиент банка (в титрах не указан) |
| Род Серлинг | рассказчик |

## Создание

### Сценарий
4 мая 1958 года на телевидении была показана пьеса, по сюжету которой несколько людей отправляются исследовать пещеру. Пока они находились внутри пещеры, на поверхности была взорвана бомба, которая уничтожила все города и практически всё население земли. Когда люди выбираются из пещеры, они понимают что во время их отсутствия случилась ядерная война, они идут по остаткам разрушенного мира и доходят до частично уцелевшей деревни. В какой то момент люди понимают, что они единственные выжившие на планете. Они стараются найти других выживших, постоянно отправляя поисковые отряды в разных направлениях, но все их попытки заканчиваются неудачей. Постепенно у них пропадает надежда на успех. В самом конце истории человек, которого они послали, возвращается с новорождённым ребёнком, которого он обнаружил на разбитом шоссе где-то около Атланты. Мать была найдена мёртвой. Младенец вселяет новую надежду в выживших. Построив кроватку для новорождённого, люди снова пытаются заниматься огородом и обнаруживают, что растения начинают прорастать. Они слышат по радио, что кто-то зовёт их с севера. Не всё разрушено. Есть другие живые, ищущие товарищей, чтобы попытаться восстановить то, что было потеряно. Серлинг составил четырёхстраничный синопсис под названием «Выжившие», который был почти такой же историей, как и выше, за исключением того, что рассказывал более подробно о том, как выжившие, достигнув поверхности, проводят несколько недель, пытаясь приспособиться к новому миру. В конечном счёте осознавая, что жизнь потеряла всякий смысл, они задумываются о самоубийстве, пока появление новорожденного не напоминает им, что есть вещи, ради которых стоит жить. Дата написания этого сюжетного синопсиса не известна, также не известно собирался ли Серлинг в дальнейшем адаптировать данный сюжет в сценарий для «Сумеречной зоны».
12 октября 1958 года Род Серлинг написал письмо Уильяму Дозье, руководителю программы CBS West Coat. В письме Серлинг изложил описание сюжета будущего эпизода под названием «Бомба упала в четверг» (англ. The Bomb Fell on Thursday), в новой истории центральное место также занимала ядерная война, позже сюжет был адаптирован под сценарий шоу, но так никогда и не был реализован из-за того, что в первом сезоне «Сумеречной зоны» уже был эпизод «Теперь времени достаточно», тоже на тему ядерного взрыва.
Линн Венейбл написала рассказ под названием «Теперь времени достаточно», он был впервые опубликован в журнале If в 1953 году. История которую написала Венейбл была «милой, короткой и забавной». Прочитав его, Серлинг поручил Олдену Швиммеру из агентства Ashley-Steiner купить права на экранизацию произведения. 5 февраля 1959 года Швиммер сообщил Серлингу, что рассказ был продан издательской компании Quinn Publishing Company из Кингстона, Нью-Йорк, агентом по имени Форрест Акерман. По настоянию Серлинга в середине марта был составлен контракт, который был отправлен Венейбл, под попечительством Фореста Акермана. Права на экранизацию произведения были куплены за 500 долларов. В рассказе практически нет диалогов, Серлинг же в своём сценарии расширил историю и более глубоко проработал характеры персонажей. Сценарий для данного эпизода был написан одним из первых для «Сумеречной зоны». Первая версия сценария датируется 14 июля 1959 года. Правки в сценарий вносились 29 и 31 июля.

### Съёмки
В первый день съёмок были сняты сцены с интерьером банка, интерьером офиса Карсвилла и гостиная Бемиса. Во второй день снимали внешний вид разрушенной библиотеки, интерьер банковского хранилища и лестницы, интерьер разрушенного банка и разрушенного офиса Карсвилла, а также сцену с телефонной будкой среди развалин города. В третий и последний съёмочный день сняли интерьеры разрушенного банковского хранилища и лестницы, разрушенную улицу и перемещения героя по развалинам города, разрушенный дом Бемиса и развалины продуктового магазина.
Репетиции перед основными съемками эпизода прошли 30 и 31 июля 1959 года. Сами съёмки проходили 3, 4 и 5 августа того же года. На весь актёрский состав было потрачено 7317,75 долларов. На все декорации показанные в эпизоде было затрачено 5450 долларов. А на производство эпизода в целом потратили всего 57 044,16 долларов.
Чтобы Берджесс Мередит был больше похож на книжного червя, ему наклеили фальшивые усы и надели очки. Всего было использовано две пары очков, одна с толстыми линзами для крупных планов и вторая с обычными стеклами для дальних планов.
Когда Генри Бемис сидит в бункере и снаружи происходит взрыв бомбы в кадре всё трясётся, что бы достигнуть этого эффекта оператор Джордж Клеменс поставил на пружины всю съёмочную технику включая камеры и начинал их трясти во время съёмки данной сцены.
Декорация ступеней библиотеки была 100 футов в ширину и 50 в высоту. Изначально данная конструкция была построена на натурном участке Lot 3 студии MGM и являлась часть больших декораций к фильму «Кисмет» (1944). После того, как первоначальный фасад арабского дворца был разрушен, бетонные ступени остались и использовались в различных фильмах и сериалах, включая 28 эпизод 1-го сезона «Сумеречной зоны» «Славное место для посещения» и фильм «Машина времени» (1960). В качестве декораций для сцены, когда Бемис выходит на поверхность, за 35 долларов были куплены два сломанных автомобиля, а создание эффектов дыма, тумана и пепла обошлись студии в 500 долларов.
Согласно отчету о ходе работы, датированному 9 апреля 1959 года, Серлинг первоначально намеревался выпустить этот эпизод третьим по счету, но до конца того же месяца выбор порядка, в котором будут транслироваться эпизоды, изменился, и данный эпизод был перенесён на несколько недель вперед.
Режиссёром эпизода выступил Джон Брам, который считается одним из самых талантливых режиссёров работавших над «Сумеречной зоной». Критики часто отмечают, что его режиссура выделяется очень атмосферной постановкой и созданием напряженного настроения в кадре. «Теперь времени достаточно» стал первым эпизодом сериала над которым работал Брам, в дальнейшем он снял еще одиннадцать эпизодов «Сумеречной зоны».
По ходу фильма голос рассказчика повествует:
Секунды, минуты, часы — они словно ползут на руках и коленях для мистера Бемиса, ищущего проблеск надежды в пепле умершего мира. Телефон звонящий в пустоту. Соседний бар, кинотеатр, бейсбольный стадион, магазин, почта, всё что было рядом с тем, что когда-то было его домом, превратилось в руины.  Они лежат у его ног, как разбитые памятники былого, не исчезнувшего мира. Мистер Генри Бивес на восьмичасовой экскурсии по кладбищу.
Оригинальный текст (англ.)Seconds, minutes, hours—they crawl by on hands and knees for Mr. Henry Bemis, who looks for a spark in the ashes of a dead world. A telephone connected to nothingness. A neighborhood bar, a movie, a baseball diamond, a hardware store, the mailbox at what was once his house and is now a rubble. They lie at his feet as battered monuments to what was but is no more. Mr. Henry Bemis, on an eight-hour tour of a graveyard.
— 

### Кастинг

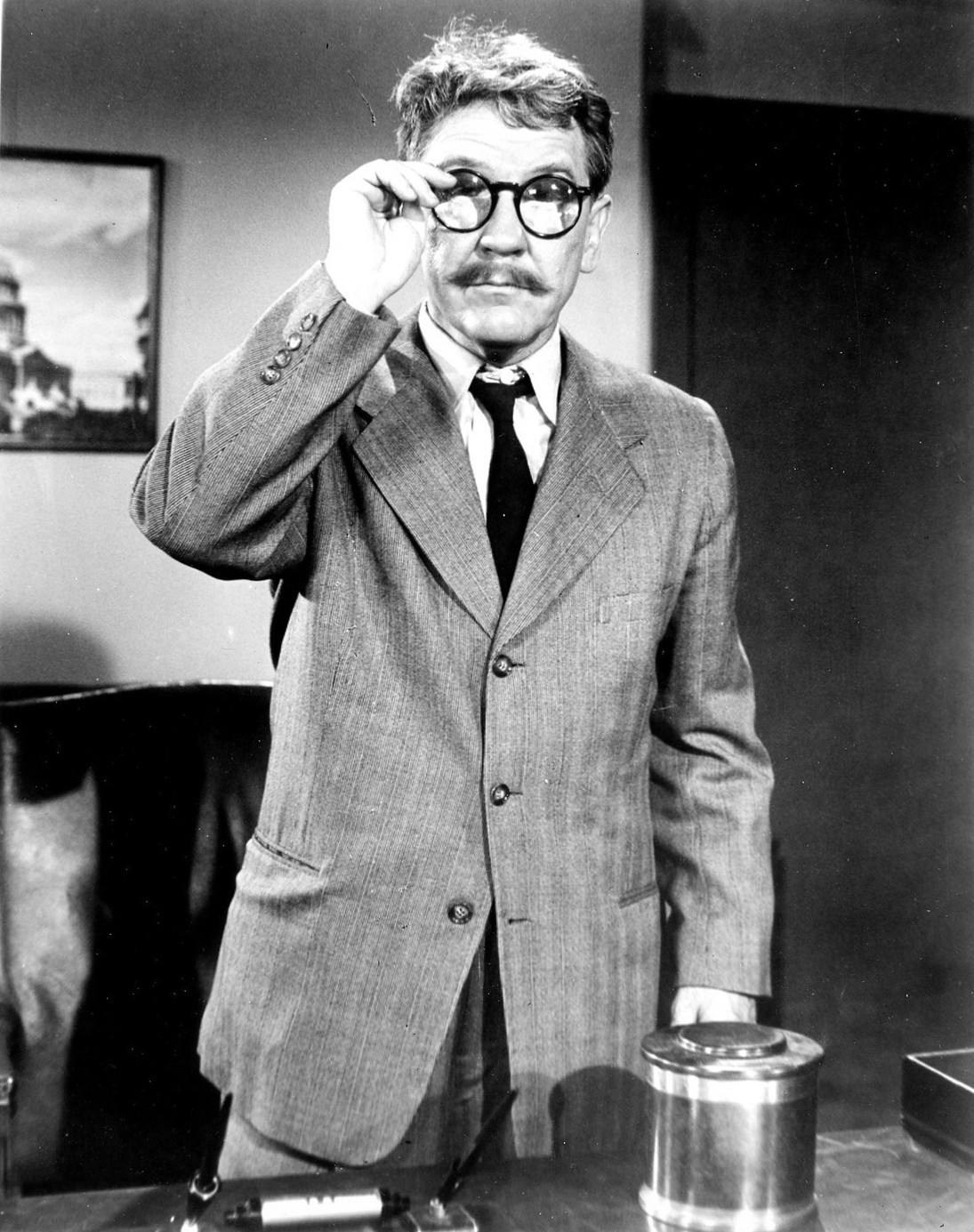
Бёрджесс Мередит в роли Генри Бемиса

На главную роль был взят Бёрджесс Мередит, в будущем знаменитый характерный актёр, двукратный номинант на премию «Оскар» за лучшую мужскую роль второго плана, в 1976 году за роль Гарри Гринера в фильме «День саранчи» и в 1977 за роль Микки Голдмилла в фильме «Рокки». За съёмки в эпизоде он получил 4000 долларов. В дальнейшем он снялся ещё в трех эпизодах «Сумеречной зоны»: «Сильный мистер Дингл», «Устаревший человек» и «Мальчик на побегушках». Режиссёр Джон Брам говорил о работе с Мередитом: «Это так просто. Он сразу всё понимает. Ты его уважаешь». Позже Мередит вспоминал о знакомстве с Серлингом и своём участии в сериале:
Тогда я был бродвейской звездой, молодой никчёмной звездой. Каждый эпизод „Сумеречной зоны“, который мы делали, казался очень удачным — и он придумывал этих разных, замечательных персонажей, мне больше нигде не давали таких ролей. Это были настоящие жемчужины... Что мне больше всего приходит в голову, так это то, что сочинения Рода были настолько изысканными, настолько точными, удивляет почему он не сделал больше пьес, больше чего-то особенного?Оригинальный текст (англ.)I was a Broadway star then, a young, worthless, star. Every episode of Twilight Zone we did seemed to hit pretty good—and he would come up with these various, wonderful characters, and I wasn’t getting these kinds of roles anyplace else. They would be these gems... What most comes to my mind is that Rod’s writing was so exquisite, so on target that why didn’t he do more plays, more features? 
— 
После завершения съёмок Мередит был под таким большим впечатлением от них, что отправил Серлингу телеграмму со словами: «Я наслаждался этими несколькими днями, потому что сценарий был так хорош, а Джон Брам очень помогал и все были такими дружелюбными, что я подумал, что должен рассказать вам о своих чувствах». На что Серлинг 10 сентября 1959 года ответил письмом в котором также похвалил игру Мередита и предложил дальнейшее сотрудничество. С тех пор Мередит ещё много лет положительно отзывался о работе над сериалом, а в 1984 году говорил, что это были «лучшие сценарии в его жизни», тогда же он вспоминал о работе над ролью Генри Бемиса: «Не проходит и двух недель, чтобы я не слышал комплиментов по этому поводу».

## Анализ
Ноэль Кэрролл и Лестер Хант в своей книге «Философия в Сумеречной зоне» (англ. Philosophy in The Twilight Zone) исследуют неожиданные концовки в различных эпизодах, разделяя их, на те которые становятся неожиданными как для персонажей, так и для зрителей; те, финал которых может быть неожиданным только для персонажа; и те, которые становятся неожиданными только для зрителей. Последние два вида концовок наиболее часто используются в сериале. Эпизод «Теперь времени достаточно» авторы приводят в качестве идеального показательного примера, в котором концовка становится неожиданной как для главного героя, так и для зрителей. Когда в конце эпизода по «жестокой иронии судьбы, его очки падают с носа и ломаются, делая чтение невозможным. Он кричит, что это несправедливо, и мы оставляем его в отчаянии… Яркий пример эпизода с концовкой, которая удивляет и зрителей, и персонажа». Авторы в своей книге пишут, что «неожиданная концовка может иметь неожиданные перспективы для персонажа», в данном эпизоде, финал «сигнализирует об изменении перспектив» для главного героя. Генри Бемис упивается своими фантазиями о будущем непрерывном чтении. Он даже делает стопки книг, соответствующие месяцу, в котором он планирует их прочитать. «Когда его очки ломаются, он не может читать; его единственная оставшаяся радость в жизни отдалилась от него, и теперь он один в жестокой и безразличной вселенной. Его перспективы внезапно меняются от идеальных до жалких». В эпоху, когда средства массовой информации в основном предназначены для того, чтобы радовать и успокаивать аудиторию, отличительной чертой данного сериала является зачастую использование тревожных развязок, «которые предполагают неудачу, смерть, одиночество и жестокую вселенную, управляемую безразличной судьбой». «Даже относительно „счастливые концовки“ некоторых эпизодов обычно предполагают наличие какого-то элемента, призванного стимулировать беспокойство и ощущение, что всё не так». Авторы «утверждают», что именно неожиданный финал имеет наибольшие шансы породить критическое мышление у зрителей.
Доктор философии Алан Пичаник в своей статье «Близорукость Генри Бемиса» (англ. The short-sightedness of Henry Bemis) говорит, что хотя действие эпизода происходит почти шестьдесят лет назад, «история Генри Бемиса сегодня может рассказать ещё больше о наших взаимоотношениях друг с другом и о нашей амбивалентности по отношению к технологиям, амбивалентности, которая приводит… к саморазрушению». Этот эпизод, по мнению Пичаника, "ставит зрителя перед трагическим выбором: «Принимаем ли мы наш социальный и технологический мир таким, какой он есть, даже с теми ограничениями, которые он накладывает на нашу свободу?» Пичаник анализируя характер Генри Бемиса обращает внимание на то, что изначально данного персонажа нам представляют как мизантропа, при поверхностном анализе так может показаться, на самом же деле, желание Бемиса читать «это не мизантропия» и «не полное отрешение от мира». Его желание поговорить со своим клиентом о «Дэвиде Копперфильде» в первой сцене эпизода — «это желание общения», а не полное погружение в книгу и отстранение от окружающих. Его интерес к книгам наоборот показывает интерес к жизни других людей. Ведь Бемис «читает не только стихи и литературу, но и газеты, журналы и то, что написано на бутылке кетчупа! Генри Бемис не ненавидит людей. Только люди перед ним — с их поверхностными и тщетными стремлениями — разочаровывают его».
Журналист Адам Колл Робертс характеризует персонажа Генри Бемиса на первый взгляд как «неуклюжего, но симпатичного… интеллектуала». Если присмотреться к Бемису получше, то можно понять, что он является «наркоманом». «Замените „книгу“ на „порнографию“ или „алкоголь“, и это не изменит историю», — утверждает Робертс. «Бемис пренебрегает своей женой» и работой в угоду своему желанию читать. Когда в конце эпизода, на ступенях библиотеки Бемис собирает себе огромную стопку книг для прочтения он фактически «танцует», «возвышается» над миллионами погибших тел.

## Критика
Доктор философии Алан Пичаник в статье «Близорукость Генри Бемиса» пишет, что «Теперь времени достаточно» это один из его любимых эпизодов «Сумеречной зоны». Он отмечается, что данный эпизод «трогателен», потому что «мы все разделяем стремление Генри Бемиса побыть наедине с собой». Марк Скотт Зикри в своей книге «Компаньон Сумеречной зоны» (англ. The Twilight Zone Companion) писал об этом эпизоде: «мало кто может смотреть его и не быть соблазнённым его простотой и его пафосом». Стивен Рубин в своей книге «Энциклопедия Сумеречной зоны» (англ. The Twilight Zone Encyclopedia) называет Генри Бемиса своим любимым эксцентричным персонажем во всём сериале. Дон Преснелл и Марти МакДжи в книге «Критическая история телесериала „Сумеречная зона“, 1959—1964 гг.» (англ. A Critical History of Television's The Twilight Zone, 1959-1964) пишут, что «Теперь времени достаточно» имел большой успех при первой же трансляции и «мгновенно стал классикой». Журналист Chicago Tribune Нина Мец в своей короткой рецензии на данный эпизод пишет, что во время эпидемии коронавируса, история рассказанная Серлингом «имеет жуткий резонанс». «Я не знаю, что делать с этим сюрреалистическим и тревожным моментом, который мы переживаем, но меня утешает тот факт, что, в отличие от Генри, мы не совсем одни», — заключает Мец.

## Номинации
За режиссуру данного эпизода Джон Брам был номинирован «за выдающиеся режиссёрские достижения в телевидении» на «Премию Гильдии режиссёров Америки» в 1960 году, но награду получил Фил Карлсон. Данный эпизод закрепил за шоу статус серьёзного научно-фантастического произведения, что поспособствовало сериалу получению премии «Хьюго» «За лучшую постановку» в 1960 году. В дальнейшем «Сумеречная зона» получала эту награду ещё дважды: в 1961 и 1962 годах.

## Влияние
Башня ужасов Сумеречной зоны является тематическим аттракционом в Диснейленде расположенном в Голливуде, в холле башни демонстрируются разбитые очки Генри Бемиса. Отмечается, что, хотя они действительно являются очками для чтения, Бёрджесс Мередит носит их весь эпизод, чтобы Бемис выглядел более начитанным.
В 137 номере комиксов Simpsons Comics по мультсериалу «Симпсоны», есть эпизод под названием «Последний толстяк» (англ. The Last Fat Man), в нём есть сцена, в которой Гомер прогоняет читающего человека в очках из бункера, для того, что бы самому поесть в нём.
В фильме «Сумеречная зона» (1983) герой Альберта Брукса рассказывает об этом эпизоде Дэну Эйкройду, когда они едут по пустому участку шоссе. «Эта вещь напугала меня, когда мне было семь лет», — говорит персонаж Брукса, добавляя: «Я купил еще одну пару очков на всякий случай».
Независимый короткометражный фильм 2004 года получил название Time Enough at Last, это специальная отсылка к данному эпизоду сериала. Фильм рассказывает о человеке который пытается сбежать из офисного здания. На официальном сайте фильма, в качестве псевдонима вебмастера значился «rodserling».
В компьютерной игре Fallout Tactics (2001), есть персонаж, который просит героя найти его пропавшие очки, что бы он смог читать свои книги.
Группа The Fall назвала одну из песен с альбома Code: Selfish (1992) в честь этого эпизода «Сумеречной зоны».
В эпизоде The Drew Carey Show под названием «Y2K, You’re OK» вышедшем на телеэкраны 22 сентября 1999 года, Кэри — последний выживший после ядерной катастрофы человек на Земле. И он очень доволен своим положением, потому что находится у себя в бомбоубежище и у него есть все журналы PlayBoy которые он мечтал прочитать и теперь ему никто не сможет помешать. Собираясь просмотреть июльский выпуск 1999 года, Кэри чихает, отчего его очки падают на землю и разбиваются, после чего Кэри начинает плакать.
В эпизоде «Airport 2010» сериала «Американская семейка» есть сцена отсылающая зрителей к «Теперь времени достаточно», когда экран электронного ридера Джея ломается. Джей высыпает разбитое стекло на пол, и произносит: «Нечестно. Это несправедливо» (англ. Not fair. It's not fair), это является прямой цитатой последних слов Генри Бемиса.
В двенадцатом эпизоде «Призраки» сериала «Революция» есть персонаж по имени Генри Бемис, в исполнении Джима Хадсона, Генри является городским библиотекарем.
Фраза «секунды, минуты, часы, они проползают на четвереньках» цитировалась во втором сезоне мультсериала «Суперкрошки», в эпизоде под названием «Демон скорости» (англ. Speed Demon). Эту фразу произносит злодей ОН (англ. HIM), который в этот момент мучает Суперкрошек, и показывает им, что они сами того не зная попали на 50 лет в будущее, очутившись в Таунсвилле, который теперь находится под ЕГО контролем.
В четырнадцатом сезоне мультсериала «Симпсоны», в эпизоде под названием «Сильные руки мамы» (англ. Strong Arms of the Ma) Мардж паркует свою машину прямо на почтальоне которого только, что сбила и не может убрать с него машину, на что почтальон отвечает, что ничего страшного и он просто полежит и почитает журнал «Сумеречная зона». Он раскрывает данный журнал, достаёт очки, но они оказываются разбитыми точно так же как в «Теперь времени достаточно» и на фоне начинает играть заглавная тема из оригинального сериала «Сумеречная зона».

Пародия на «Теперь времени достаточно» в мультсериале «Футурама»

В седьмом эпизоде «A Head in the Polls» второго сезона мультсериале «Футурама» по местному телевидению показывают сериал-пародию на «Сумеречную дверь», он называется «Страшная дверь». В одном из эпизодов этого телесериала высмеивается эпизод «Теперь времени достаточно». Главный герой в разрушенном городе поднимается к развалинам библиотеки и заходит внутрь, далее у него падают очки и разбиваются, после чего герой говорит, что он и без очков не плохо видит и тогда у него выпадают глаза, на что герой замечает, что может читать шрифт Брайля и у него отваливаются кисти рук, а после голова и герой умирает. Эпизод заканчивается и зрителям показывают как эту серию по телевизору смотрели Фрай и Бендер, последний произносит фразу: «Проклят собственной гордыней» (англ. Cursed by his own hubris).
В двадцатом эпизоде «Потраченный талант» (англ. Wasted Talent) второго сезона мультсериала «Гриффины», есть сцена в которой одинокая клетка мозга в голове Питера Гриффина осознаёт, что она осталась последняя в своём роде, она сидит с книгой в руке в окружении множества стопок книг. Клетка готовится начать чтение, но её очки разбиваются, клетка встревоженно поднимает их и произносит: «Нет! Это несправедливо! Наконец-то нашлось ВРЕМЯ!..»
В мультсериале «Приключения Джимми Нейтрона, мальчика-гения» в эпизоде «Возвращение наноботов» (англ. Return of the Nanobots). По сюжету Хью становится последним человеком на Земле из-за того, что наноботы удалили всех в Ретровилле, но у него остались бесконечные запасы пирога. Когда Джимми уничтожает корабль наноботов и спасает мир, взрывной волной Хью отбрасывает на стопки пирогов и они опрокидываются, на что Хью восклицает: «Нет! Это несправедливо!» (англ. No! It's not fair!).
В сериале «Бойтесь ходячих мертвецов», в четвертом эпизоде «Захороненный» (англ. Buried) четвертого сезона Ник и Лусиана роются в заброшенной библиотеке, среди кровавых следов на книгах и полу они находят разбитые очки, похожие на те, что принадлежали Генри Бемису. Рядом они видят зомби, который, будучи человеком, перерезал себе вены, вероятно, потому, что он больше не мог читать, когда его очки сломались.
В восьмом эпизоде «Когда-нибудь» (англ. Someday) второго сезона сериала «Удивительная миссис Мейзел» выясняется, что Эйб Вайсман является поклонником сериала «Сумеречная зона» и он пересказывает гостям на вечеринке сюжет эпизода «Теперь времени достаточно».
В десятой серии третьего сезона сериала «Чудеса науки» главные герои попадают в мир своего любимого сериала «Научно-фантастическая зона», который является пародией на «Сумеречную зону». В один момент друзья перемещаются в комнату похожую на бомбоубежище в середине которого лежит огромная стопка порножурналов, Гари буквально восклицает обращаясь к Уайту: «Надевай свои очки для чтения Уайт, мы наткнулись на порножурналы!» В следующий момент лампочка освещающая помещение взрывается и герои остаются в полной темноте, а зрители слышат их отчаянные крики.
В тридцать первом эпизоде «The Night» четвёртого сезона мультсериала «Удивительный мира Гамбола» есть сцена, где Джуку снится сон про то, как он, наконец-то, научился говорить, но оказывается, что все остальные, наоборот, разучились, после чего Джук восклицает: «Это нечестно!»

### Релиз на носителях и адаптации
В 1988 году эпизод был выпущен на VHS как часть коллекционного издания «Сумеречной зоны». Эпизод дважды переиздавался в 1998 и 1999 годах на VHS, каждое из изданий включало в себя по два эпизода на кассете. В 2004 году на DVD вышел первый сезон «Сумеречной зоны», среди дополнений на диске были комментарии Бёрджесса Мередита к этому эпизоду, а также пародия на него от The Drew Carey Show. В 2005 году «Теперь времени достаточно» стал одним из первых эпизодов «Сумеречной зоны», которые можно было скачать через Google Video, а затем и на таких сайтах, как Amazon.com. На русском языке официально эпизод никогда не издавался и не транслировался.
В 2005 году оригинальный рассказ Линн Венейбл был адаптирован в качестве аудиокниги. В 2003 году Falcon Picture Group выпустила серию радиопостановок, основанных на сериале, заявив: «В 1950-х годах многие радиопостановки были превращены в телевизионные сериалы — так почему бы не сделать наоборот?» — трансляции шли примерно на 200 станциях по всей территории США, «Теперь времени достаточно» также был адаптирован под радиопостановку.